# Levons
Els levons  (en llatí Levoni, en grec antic, Λευῶνοι, Leuónoi) eren un poble o una tribu esmentada per Claudi Ptolemeu. Diu que estaven establerts a la part central de l'illa d'Escàndia. Se'ls suposa germànics. Plini el vell anomena hil·lèvions els escandinaus.